# Slippery When Wet
Slippery When Wet treći je album američkog rock sastava Bon Jovi, izdan 1986. godine. Najprodavaniji je album Bon Jovija u Americi i svijetu te spada među 6 najprodavanijih hard rock albuma ikad. Njegova prodaja u SAD-u dosegla je 12,9 milijuna primjeraka, a u svijetu 27 milijuna primjeraka. Popeo se na #1 Billboard Top 200 te tamo proveo osam tjedana što je rekord za hard rock album. 

## Pozadina
Album je mijenjao mnogo naziva. Prvotni naziv za album bio je Wanted Dead Or Alive. Međutim tijekom snimanja Jon je čuo za neki mladi L.A. sastav koji se uspinje na scenu. Taj sastav se zvao Guns N' Roses, a pod tim imenom se neko vrijeme snimao Slippery When Wet. Tek je pred kraj album dobio sadašnji naziv. To je bio prvi hard rock album koji je imao tri Top 10 hita na Billboardu: 
1. Livin' On A Prayer #1 (4 tjedna)
2. You Give Love A Bad Name #1 (1 tjedan)
3. Wanted Dead Or Alive #7

Njihova power ballada Never Say Goodbye dospjela je na #28 na Billboardu. Iste godine Bon Jovi su imali još jedan Top 40 hit koji se nije nalazio na albumu već na soundtracku filma Disorderlies, a zvao se Edge Of A Broken Heart. Kasnije su Bon Jovi potukli svoj rekord sa svojim New Jerseyjem na kojem su imali 5 Top 10 singlova. Slippery When Wet pretvorio je Bon Jovi u rock legende te su krenuli na svjetsku turneju i to prvi puta kao headlineri, dok su im prateći sastav bili Cinderella. Održali su oko 180 nastupa koje je posjetilo oko 2 milijuna ljudi.

## Popis pjesama
1. "Let It Rock" (Bon Jovi, Sambora) – 5:25
2. "You Give Love a Bad Name" (Bon Jovi, Sambora, Child) – 3:44
3. "Livin' On A Prayer" (Bon Jovi, Sambora, Child) – 4:09
4. "Social Disease" (Bon Jovi, Sambora) – 4:18
5. "Wanted Dead Or Alive" (Bon Jovi, Sambora) – 5:08
6. "Raise Your Hands" (Bon Jovi, Sambora) – 4:16
7. "Without Love" (Bon Jovi, Sambora, Child) – 3:30
8. "I'd Die For You" (Bon Jovi, Sambora) – 4:30
9. "Never Say Goodbye",  (Bon Jovi, Sambora) – 4:48
10. "Wild In The Streets" (Bon Jovi) – 3:54

## Osoblje

### Bon Jovi
- Jon Bon Jovi	 - 	vokali, solo i ritam gitara, harmonika
- David Bryan	 - 	klavijature, back vokali
- Richie Sambora	 - 	gitare, back vokali, talk box, guitar synth
- Alec John Such	 - 	bas, back vokali
- Tico Torres	 - 	bubnjevi, udaraljke

### Dodatno osoblje
- Bruce Fairbairn - 	udaraljke, rog, producent
- Bob Rock    -      inženjer / mixer
- Tim Crich	 - 	asistent inženjer
- Tom Keenlyside	 - 	rog
- Bill Levy	 - 	likovni rad
- George Marino	 - 	digitaln obrađivanje inženjer
- Hugh McDonald   -      bas-gitara
- Lema Moon	 - 	rog
- Mark Weiss	 - 	Fotografija

## Singlovi
1. You Give Love A Bad Name / Raise Your Hands
2. Livin' On A Prayer / Wild in the Streets
3. Wanted Dead Or Alive / I'd Die for You
4. Never Say Goodbye / Social Disease